# Liste der Kulturdenkmale in Kauscha
Die Liste der Kulturdenkmale in Kauscha umfasst sämtliche Kulturdenkmale der Dresdner Gemarkung Kauscha. Straßen und Plätze in der Gemarkung Kauscha sind in der Liste der Straßen und Plätze in Kauscha aufgeführt.

## Legende
- Bild: Bild des Kulturdenkmals, ggf. zusätzlich mit einem Link zu weiteren Fotos des Kulturdenkmals im Medienarchiv Wikimedia Commons. Wenn man auf das Kamerasymbol klickt, können Fotos zu Kulturdenkmalen aus dieser Liste hochgeladen werden:
- Bezeichnung: Denkmalgeschützte Objekte und ggf. Bauwerksname des Kulturdenkmals
- Lage: Straßenname und Hausnummer oder Flurstücknummer des Kulturdenkmals. Die Grundsortierung der Liste erfolgt nach dieser Adresse. Der Link (Karte) führt zu verschiedenen Kartendiensten mit der Position des Kulturdenkmals. Fehlt dieser Link, wurden die Koordinaten noch nicht eingetragen. Sind diese bekannt, können sie über ein Tool mit einer Kartenansicht einfach nachgetragen werden. In dieser Kartenansicht sind Kulturdenkmale ohne Koordinaten mit einem roten bzw. orangen Marker dargestellt und können durch Verschieben auf die richtige Position in der Karte mit Koordinaten versehen werden. Kulturdenkmale ohne Bild sind an einem blauen bzw. roten Marker erkennbar.
- Datierung: Baubeginn, Fertigstellung, Datum der Erstnennung oder grobe zeitliche Einordnung entsprechend des Eintrags in der sächsischen Denkmaldatenbank
- Beschreibung: Kurzcharakteristik des Kulturdenkmals entsprechend des Eintrags in der sächsischen Denkmaldatenbank, ggf. ergänzt durch die dort nur selten veröffentlichten Erfassungstexte oder zusätzliche Informationen
- ID: Vom Landesamt für Denkmalpflege Sachsen vergebene, das Kulturdenkmal eindeutig identifizierende Objekt-Nummer. Der Link führt zum PDF-Denkmaldokument des Landesamtes für Denkmalpflege Sachsen. Bei ehemaligen Kulturdenkmalen können die Objektnummern unbekannt sein und deshalb fehlen bzw. die Links von aus der Datenbank entfernten Objektnummern ins Leere führen. Ein ggf. vorhandenes Icon  führt zu den Angaben des Kulturdenkmals bei Wikidata.

## Liste der Kulturdenkmale in Kauscha
| Bild | Bezeichnung                                                                                                  | Lage                           | Datierung                                                      | Beschreibung | ID       |
| ---- | --- | ------------------------------ | -------------------------------------------------------------- | --- | -------- |
|      | Wegesäule | Fritz-Meinhardt-Straße (Karte) | bezeichnet 1851 auf der Rückseite (Wegestein)                  | Schaft mit Kopf und Bedachung, verschiedene Inschriften und Richtungsweise, ortsgeschichtlich bedeutend, in seiner Form singulär | 08963211 |
|      | Wohnhaus, Wohnstallhaus, zwei Seitengebäude und ein Torpfeiler eines großen Vierseithofes                    | Zur Eiche 2 (Karte)            | bezeichnet 1841 (Wohnstallhaus), 1. H. 19. Jh. (Seitengebäude) | Strukturbestandteil und Kerngebäude des Ortes                                                                                    | 08963212 |
|      | Wohnstallhaus (ohne umgebauten hinteren Teil) mit Mauerstück und Pforte sowie zwei Reststützen des Torbogens | Zur Eiche 11 (Karte)           | A. 18. Jh. (Wohnstallhaus), bezeichnet 1803 (Pforte)           | Zeugnisse ländlicher Architektur und Volksbauweise um 1800, baugeschichtlich wertvoll, vor allem für das Ortsbild bedeutend      | 08963215 |

## Ehemalige Kulturdenkmale
| Bild                                    | Bezeichnung   | Lage                | Datierung | Beschreibung                             | ID |
| --------------------------------------- | ------------- | ------------------- | --------- | ---------------------------------------- | -- |
| Direkt Bild zu diesem Denkmal hochladen | Wohnstallhaus | Zur Eiche 6 (Karte) |           | großes Wohnstallhaus und zwei Torpfeiler |    |